# Jean Écalle
Jean Écalle (1950) é um matemático francês.
Jean Écalle obteve um doutorado em 1974 na Universidade Paris-Sul em Orsay, orientado por Hubert Delange, com a tese La théorie des Invariants holomorphes.
Foi palestrante convidado do Congresso Internacional de Matemáticos em Quioto (1990: The acceleration operators and their applications). Recebeu em 1988 o primeiro Prix Mergier-Bourdeix da Académie des Sciences.

## Obras
- Les Fonctions Résurgentes, 3 Bände, Pub. Math. Orsay, 1985
- Cinq applications des fonctions résurgentes, Pub. Math. Orsay 1984
- Singularités non abordables par la géométrie, Annales Inst. Fourier, 42, 1992, 73–164, numdam
- Six Lectures on Transseries, Analysable Functions and the Constructive Proof of Dulac's Conjecture, in D. Schlomiuk Bifurcations and Periodic Orbits of Vector Fields, Kluwer 1993, 75–184
- mit B. Vallet Correction, and linearization of resonant vector fields or diffeomorphisms, Mathematische Zeitschrift 229, 1998, S. 249–318
- A Tale of Three Structures: the Arithmetics of Multizetas, the Analysis of Singularities, the Lie Algebra ARI, in B. L. J. Braaksma, G. K. Immink, Marius van der Put, J. Top (Herausgeber) Differential Equations and the Stokes Phenomenon, World Scientific 2002, S. 89–146.
- Recent Advances in the Analysis of Divergence and Singularities, in C. Rousseau, Yu. Ilyasheenko (Herausgeber) Proceedings of the July 2002 Montreal Seminar on Bifurcations, Normal forms and Finiteness Problems in Differential Equations, Kluwer 2004, S. 87–187
- Theorie des Invariants holomorphes, Pub. Math. Orsay 1974
- Introduction aux fonctions analysables et preuve constructive de la conjecture de Dulac, Paris: Hermann 1992
- Six lectures on trousseries, analysable functions and the construtive proof of Dulac's conjecture, in: D. Schlominck, Bifurcations and periodic orbits of vector fields, Kluwer 1993, S. 75–184